# Емілієва дорога

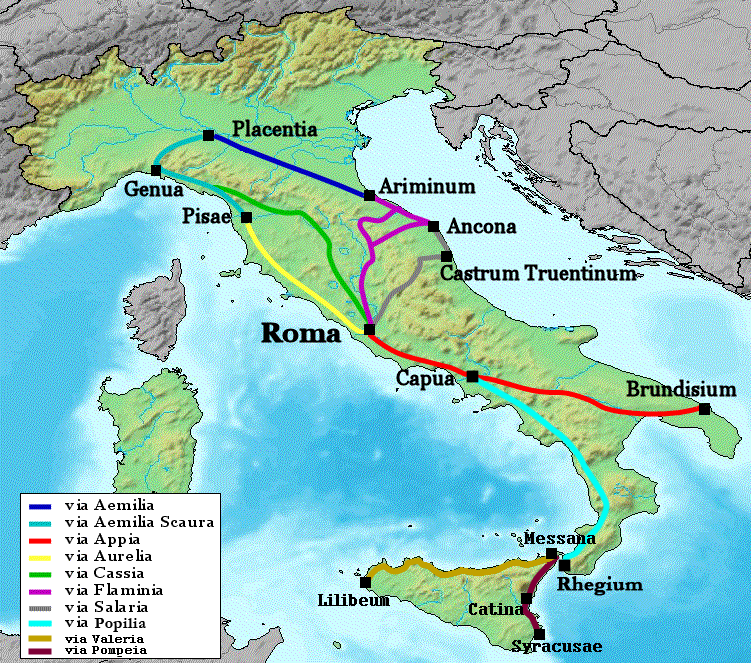
Основні давньоримські дороги. Емілієва дорога позначена темно-синім кольором.

Емілієва дорога є однією з римських доріг, збудована за наказом консула Марка Емілія Лепіда для сполучення міст Ріміні та П'яченца. Зараз класифікована як дорога державного значення (strada statale) з деномінацією (SS 9) і продовжена до Мілана.

## Історія
Ця транспортна артерія побудована між 189 i 187 до н. е.

У цей період колонія Плачентія (сучасна П'яченца) повертається до рук боїв, які, хоча й були переможені, однак відмовлялися підписати мир з Римом. 
Тоді Рим вирішив сконструювати дорогу воєнного призначення до Плачентії для швидкого переміщення військових сил до територій боїв. Через кілька століть Емілієва дорога була продовжена від П'яченци до Мілана.
Вона пролягає через такі великі міста, закладені чи відбудовані римлянами, як: Чезена , Форлімпополі , Форлі, Фаенца, Імола, Клатерна (місто зникло в VI ст. н.е. у результаті греко війни), Болонья, Модена, Реджо-Емілія, Сант'Іларіо д'Енца, Парма, Фіденца і П'яченца. Давньоримська вулиця Емілія проходила також через важливе, на той час, місто Лаус Помпея (Laus Pompeia), сучасний Старий Лоді (Lodi Vecchio), розташований близько 5 км на захід від Лоді (Lodi) (шлях вулиці змінено у XII столітті для того, щоб дорога проходила через нове місто Лоді, відбудоване на місці зруйнованої Лаус Помпеї).
Саме у Форлі під час проведення реставраційних робіт знайшли рештки давньоримської дороги.
Емілієва дорога з'єднана з такими важливими римськими дорогами: Фламінієва дорога (via Flaminia), консулська дорога з Риму до Ріміні (колонія заснована в 268 році до н. е.; і Постумієва дорога (via Postumia), що вела з П'яченци до Аквілеї (Aquileia), останній важливий центр Венето на давньому кордоні з італійським півостровом.
Сьогодні Емілієва дорога є важливою артерією Емілії-Романьї, регіон, який був названий на її честь. Паралельно їй побудовані Сонячна автострада (автострада А1) та залізниця Мілан-Болонья.